# Olesja Syrevová
Olesja Syrevová (rusky Олеся Сырева; * 25. listopadu 1983, Novosibirsk) je ruská atletka, běžkyně, která se věnuje středním a dlouhým tratím.

## Kariéra
První mezinárodní úspěchy zaznamenala v roce 2002 na juniorském mistrovství světa v Kingstonu, kde vybojovala bronzové medaile v bězích na 1500 a 3000 metrů.
V roce 2005 získala na evropském šampionátu do 23 let v německém Erfurtě stříbrnou medaili na patnáctistovce. Na stejné trati si doběhla v témže roce pro zlato na světové letní univerziádě v tureckém İzmiru.
O rok později na halovém MS v Moskvě skončila ve finále běhu na 3000 m na 5. místě. V roce 2011 získala stříbro (3000 m) na halovém ME v Paříži, kde v cíli o tři setiny sekundy prohrála s Helen Clitheroeovou z Velké Británie.